# نشان ملی کره شمالی

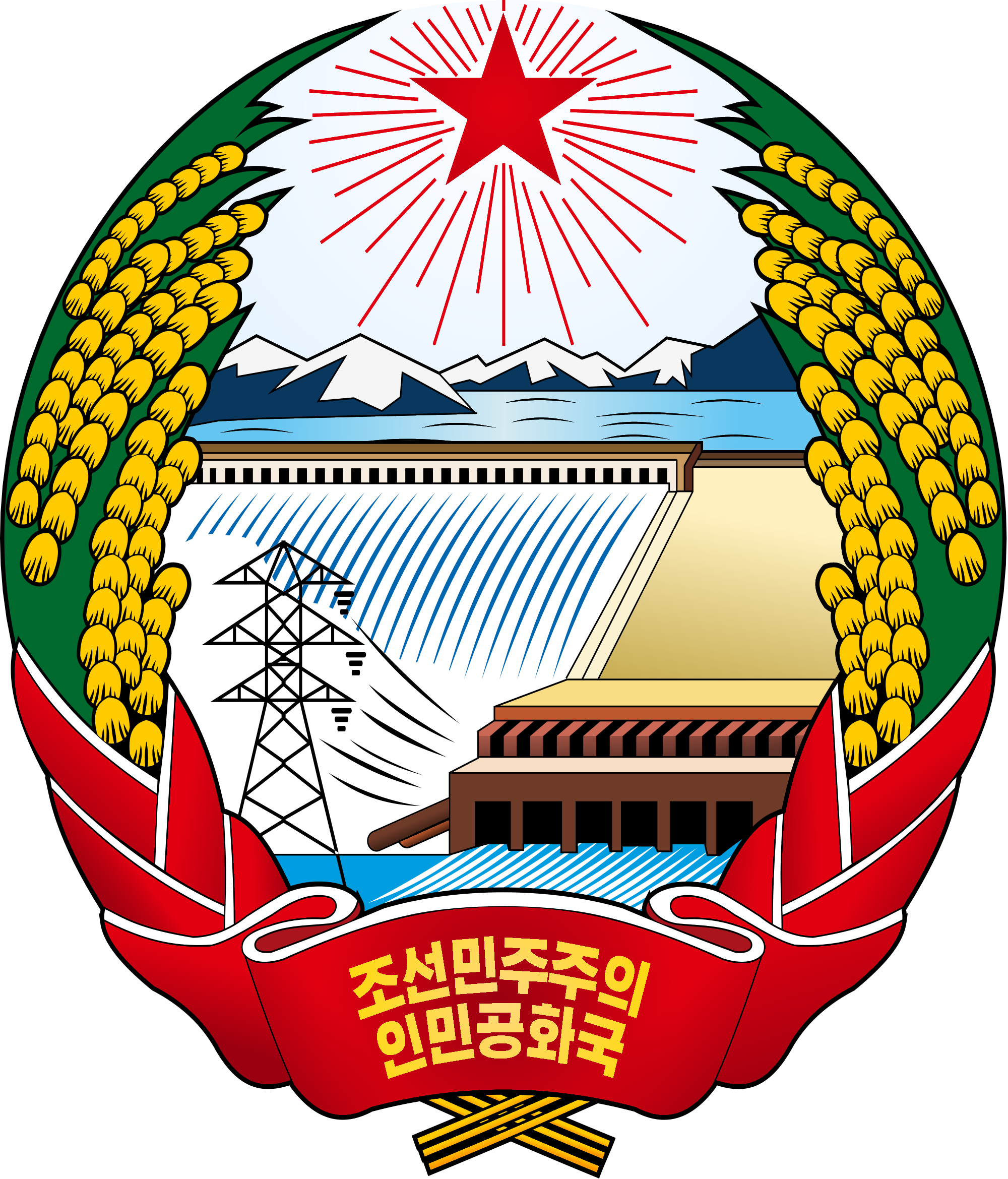
نشان ملی کره شمالی

نشان کره شمالی (به انگلیسی: Emblem of North Korea) نشان ملی کره شمالی است که به‌طور رسمی با نام جمهوری دموکراتیک خلق کره شناخته می‌شود. نسخه فعلی که در سال ۱۹۹۳ به تصویب رسیده بر اساس طرحی است که از زمان تأسیس جمهوری در سال ۱۹۴۸ مورد استفاده قرار می‌گرفته‌است.
دو نسخه قبلی در مدت کوتاهی در اواخر دهه ۱۹۴۰ مورد استفاده قرار گرفته بود.
از ویژگی‌های بارز این نشان می‌توان به یک ستاره سرخ، یک نیروگاه برق آبی (سد سوپونگ) و کوه پکتو اشاره کرد.
این طرح همچنین شباهت‌هایی به نشان اتحاد جماهیر شوروی و سایر نشان‌های سوسیالیستی دارد.